# Нётерово пространство
Нётерово простра́нство (по имени Эмми Нётер) — топологическое пространство X, удовлетворяющее условию обрыва убывающих цепей замкнутых подмножеств. То есть для каждой последовательности замкнутых подмножеств {\displaystyle Y_{i}} пространства X такой, что:
{\displaystyle Y_{1}\supseteq Y_{2}\supseteq Y_{3}\supseteq \cdots }
существует целое число r, что {\displaystyle Y_{s}=Y_{r}~\forall s>r.}
Это условие эквивалентно тому, что каждое подмножество {\displaystyle X} компактно.

## Эквивалентные определения
Топологическое пространство {\displaystyle X} называется нётеровым, если выполнено одно из следующих эквивалентных утверждений:
- {\displaystyle X} удовлетворяет условию обрыва убывающих цепей замкнутых подмножеств[1][2];
- {\displaystyle X} удовлетворяет условию обрыва возрастающих цепей открытых подмножеств[3];
- каждое непустое семейство замкнутых подмножеств в {\displaystyle X}, упорядоченное по включению имеет минимальный элемент[1][3];
- каждое непустое семейство открытых подмножеств в {\displaystyle X}, упорядоченное по включению имеет максимальный элемент[3];
- каждое подмножество {\displaystyle X} компактно (с топологией подпространства);
- каждое открытое подмножество {\displaystyle X} компактно[1].

## Свойства
- Хаусдорфово пространство нётерово тогда и только тогда, когда оно конечное (и при этом оно будет дискретным)[3].
- Каждое подпространство пространства Нётер снова является пространством Нётер[1][3].
- Если пространство {\displaystyle X} можно покрыть конечным числом нётеровых подпространств, то {\displaystyle X} само нётерово[1].
- Нётерово пространство {\displaystyle X} представимо в виде объединения конечного числа своих неприводимых компонент[1][2].

## Примеры
Нётеровы пространства часто встречаются в алгебраической геометрии.
- Пространство {\displaystyle \mathbb {A} _{k}^{n}} ( аффинное n-мерное пространство над  полем k) с  топологией Зарисского является топологическим пространством Нётер[2]. Согласно определению топологии Зарисского в {\displaystyle \mathbb {A} _{k}^{n}} если:

{\displaystyle Y_{1}\supseteq Y_{2}\supseteq Y_{3}\supseteq \cdots }
есть убывающая последовательность замкнутых множеств, то:
{\displaystyle I(Y_{1})\subseteq I(Y_{2})\subseteq I(Y_{3})\subseteq \cdots }
является возрастающей последовательностью  идеалов {\displaystyle k[x_{1},\ldots ,x_{n}]} ({\displaystyle I(Y_{i})} обозначает идеал полиномиальных функций, равных нулю в каждой точке {\displaystyle (Y_{i})}). Поскольку {\displaystyle k[x_{1},\ldots ,x_{n}]} является кольцом Нётер, существует целое число {\displaystyle m}, такое что:
{\displaystyle I(Y_{m})=I(Y_{m+1})=I(Y_{m+2})\cdots .}
Учитывая однозначное соответствие между радикальными идеалами {\displaystyle k[x_{1},\ldots ,x_{n}]} и замкнутыми (в топологии Зарисского) множествами {\displaystyle \mathbb {A} _{k}^{n}} выполняется {\displaystyle V(I(Y_{i}))=Y_{i}} для всех i. Поэтому:
{\displaystyle Y_{m}=Y_{m+1}=Y_{m+2}=\cdots }
- Примерами нётеровых пространств является спектры коммутативных колец. Если {\displaystyle R} — кольцо Нётер, то пространство {\displaystyle \operatorname {Spec} (R)} (спектр {\displaystyle R}) является нётеровым[1].